# توماس أوردي ليس
كان الرائد توماس هانز أوردي ليس (بالإنجليزية: Thomas Hans Orde-Lees)‏ (23 مايو 1877 - 1 ديسمبر 1958) عضوًا في بعثة السير إرنست شاكلتون الإمبراطورية العابرة للقارة القطبية الجنوبية من 1914 – 1917، وكان رائدًا في مجال القفز بالمظلات، وكان أحد أول الرجال غير اليابانيين المعروفين بتسلقهم جبل فوجي خلال فصل الشتاء.